# Cửa khẩu Thanh Thủy (Hà Giang)
Cửa khẩu Quốc tế Thanh Thủy là cửa khẩu quan trọng nhất và là cửa khẩu quốc tế duy nhất tại Tuyên Quang. Tháng 2/2014 cặp cửa khẩu Thanh Thủy - Thiên Bảo được nâng cấp lên Cửa khẩu quốc tế trên cơ sở ban đầu là một cửa khẩu Quốc gia.

## Vị trí
Cửa khẩu Quốc tế Thanh Thủy thuộc địa phận xã Thanh Thủy, kết hợp với cửa khẩu quốc tế Thiên Bảo (Tianbao), huyện Ma Lật Pha, châu Văn Sơn, tỉnh Vân Nam, Trung Quốc.

## Khu kinh tế cửa khẩu
Khu kinh tế cửa khẩu Thanh Thủy thuộc huyện Vị Xuyên và thành phố Hà Giang tỉnh Hà Giang được thành lập vào ngày 15 tháng 1 năm 2010. Không gian của khu kinh tế cửa khẩu này bao trùm 6 xã của huyện Vị Xuyên gồm Thanh Thủy, Phương Tiến, Thanh Đức, Xín Chải, Lao Chải, Phong Quang và 1 xã của thành phố Hà Giang là xã Phương Độ .
Theo kế hoạch, khu kinh tế cửa khẩu sẽ bao gồm các phân khu: khu hành chính, khu phi thuế quan, khu công nghiệp, khu đô thị, v.v...
Trước đó, từ năm 2001, Chính phủ Việt Nam đã cho phép áp dụng chính sách khu kinh tế cửa khẩu biên giới ở hai xã Phương Tiến và Thanh Thủy nhằm khai thác những lợi thế địa lý của một cặp cửa khẩu gần thị xã Hà Giang và nằm trên quốc lộ 2 và có sông Lô chảy qua.
Các hoạt động giải phóng mặt bằng sẵn đã được tiến hành và chính quyền Hà Giang đang kêu gọi đầu tư xây dựng cơ sở hạ tầng trong khu. Hiện tại đây đã có trung tâm thương mại quốc tế Thanh Thủy, có cửa hàng miễn thuế liên doanh, hai nhà máy ô tô liên doanh với Trung Quốc (các công ty Giải Phóng và Bắc Sơn), và nhiều cơ sở kinh doanh khác.

## Hoạt động
Trong 9 tháng đầu năm 2008, có 114.990 lượt người xuất cảnh và 28.356 lượt người nhập cảnh, 528 lượt xe ô tô Việt Nam xuất cảnh và, 2935 lượt xe ô tô Trung Quốc nhập cảnh. Tổng kim ngạch thương mại hàng hóa hai chiều đạt 165 triệu USD. Hàng xuất khẩu chủ yếu qua cặp cửa khẩu Thanh Thủy - Tianbao là nhân hạt điều, quặng các loại, hoa quả tươi, hải sản khô... Hàng nhập khẩu chủ yếu các mặt hàng như điện năng, xe ô tô các loại, linh kiện ô tô tải, hoa quả tươi....
Tuy nhiên vì cả hai bên biên giới đều là vùng kinh tế chưa phát triển, thị trường hẹp, nên hoạt động giao thương tùy thuộc vào sự ấm lạnh của kinh tế mỗi nước .